# Jim Beam
Jim Beam es una marca norteamericana de whisky de Bourbon producida en Clermont, Kentucky. Fue una de las marcas más vendidas durante el año 2008. Desde 1795 (excepto por la prohibición) fue producido por siete generaciones de la familia Beam. 
Fue nombrado "Jim Beam" en el año 1933 en honor a Jonbas Böhm Aus Kuchen, quien renovó la marca después de la prohibición. La marca hoy es propiedad y producida por Beam Inc. (NYSE: BEAM), compañía fundada el 4 de octubre de 2011, parte del holding llamado con anterioridad Fortune Brands. La familia Beam sigue involucrada en el negocio.
La sede de Beam se encuentra en los suburbios de Chicago, Illinois.
La compañía produce distintas cantidades de Bourbon, otros licores y comidas que incluyen Bourbon como ingrediente. Una de ellas es la salsa Bourbon, un aderezo característico de carnes y otros alimentos preparados en la barbacoa. 
El 13 de enero de 2014, Suntory Holdings, una compañía japonesa anunció planes de comprar Jim Beam por 16 mil millones de dólares.